# Miwa (Kyoto)
Pour les articles homonymes, voir Miwa (homonymie).
Miwa (三和町, Miwa-chō) est un ancien bourg de la préfecture de Kyoto, ayant existé jusqu'au 1er janvier 2006, date de son intégration dans la ville de Fukuchiyama en même temps que les bourgs de Yakuno et d'Ōe. Il faisait partie du district d'Amata.

## Géographie

### Topographie et hydrographie
Miwa se trouve dans les terres hautes du Tamba (ja), à une altitude moyenne de 400 mètres, et est bordé au sud par la préfecture de Hyōgo, dans l'ancienne province de Tamba. La rivière Haze (ja) (土師川), un affluent du fleuve Yura, traverse le bourg du sud-est au nord-ouest. La municipalité fait 90,53 kilomètres carrés.

### Villes limitrophes

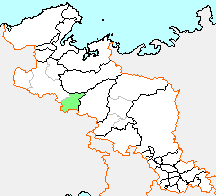
Localisation de Miwa dans la préfecture de Kyoto (tracés territoriaux du 1 janvier 2006).

Entités territoriales limitrophes à la date de la fusion du 1er janvier 2006,,. À sa fondation le 31 mars 1955, Miwa est entouré à partir de l'ouest des villages de Nakamutobe (ja) (中六人部村) et de Kamimutobe (ja) (上六人部村), tous deux du même district d'Amata, de la ville d'Ayabe (綾部市), des villages de Kamiwachi (ja) (上和知村) et de Mizuho (瑞穂村), tous deux du district de Funai, du village de Nishiki (ja) (西紀村), dans le district de Taki, dans la préfecture voisine de Hyōgo, et des bourgs de Kasuga (ja) (春日町) et de Ichijima (ja) (市島町), tous deux dans le district de Hikami (ja) de la préfecture de Hyōgo,. Le 1er avril de la même année, Kamimutobe, Nakamutobe et six autres villages sont fusionnés à la ville de Fukuchiyama (福知山市), qui devient alors voisine de Miwa, tandis que Kamiwachi fusionne avec le village de Shimowachi (ja) (下和知村) pour former le bourg de Wachi (和知町), et finalement, Mizuho est promu au rang de bourg. Le 1er avril 1999, Nishiki, aussi devenu bourg en 1960, intègre le bourg de Sasayama (篠山町), qui est conséquemment promu au rang de ville. Le 1er novembre 2004, Kasuga, Ichijima et quatre autres bourgs fusionnent pour créer la ville de Tamba (丹波市). Le 11 octobre 2005, Wachi et Mizuho fusionnent avec le bourg de Tanba (丹波町) pour former le bourg de Kyōtamba (京丹波町).

## Histoire
Durant l'époque d'Edo (1603-1868) à l'ère Meiji (1868-1912), Miwa était un important point sur la route du San'in, vers la province de Wakasa, et on y trouvait le relais d'Ubara (菟原宿), où se trouvait de nombreuses auberges et commerces qui permettaient aux voyageurs de se reposer. Une route asphalté est construite durant l'ère Meiji et les commerces sont relocalisés. Après la construction du chemin de fer, le relais perd son importance. Le 1er avril 1889, à l'adoption de la loi municipale moderne (ja), les villages d'Ubara (ja) (菟原村), Kawai (ja) (川合村) et Hosomi (ja) (細見村) sont créés dans le district d'Amata.
Le village de Miwa est créé le 31 mars 1955 par la fusion des villages d'Ubara (ja) (菟原村), Kawai (ja) (川合村) et Hosomi (ja) (細見村). Le premier maire est En'nosuke Nagasawa (長沢 延之助). Le 1er avril 1956, Miwa est promu au rang de bourg. La fleur et l'arbre locaux sont adoptés en novembre 1985 et l'oiseau local, dix ans plus tard. Le supermarché local opéré par Mitsumaru Store (ja) ouvre en 1986 (mais ferme en 2018 après la fusion). Le 1er janvier 2006, après des ententes entérinées en mai 2003 et après une requête déposée à la préfecture le 30 mars 2005, Miwa et les bourgs de Yakuno (夜久野町), du même district d'Amata, et d'Ōe (大江町), du district de Kasa, sont intégrés à la nouvelle ville agrandie de Fukuchiyama.

## Éducation
On y trouvait trois écoles primaires, celles d'Ubara (三和町立菟原小学校), ouverte en 1873, de Hosomi (三和町立細見小学校), fondée en 1889, et de Kawai (三和町立川合小学校). Une école annexe à celle de Hosomi opère brièvement dans le hameau de Nakade (中出) de 1892 à 2001. Après la fusion, l'école de Kawai fusionne avec celle de Hosomi en avril 2015. Les deux écoles d'Ubara et de Hosomi sont fermées en mars 2019,. On y trouvait aussi un collège, celui de Miwa (三和町立三和中学校), qui ferme aussi en mars 2019. Une nouvelle école primaire et secondaire combinée rouvre dans les locaux de l'ancien collège en avril 2019, sous le nom de Miwa Gakuen (三和学園). Le lycée de Fukuchiyama possède une annexe à Miwa.

## Politique
Le maire de Miwa de mai 1991 à la fusion de janvier 2006 est Takao Tanaka (田中 敬夫, v.1934-2019).

## Culture et patrimoine

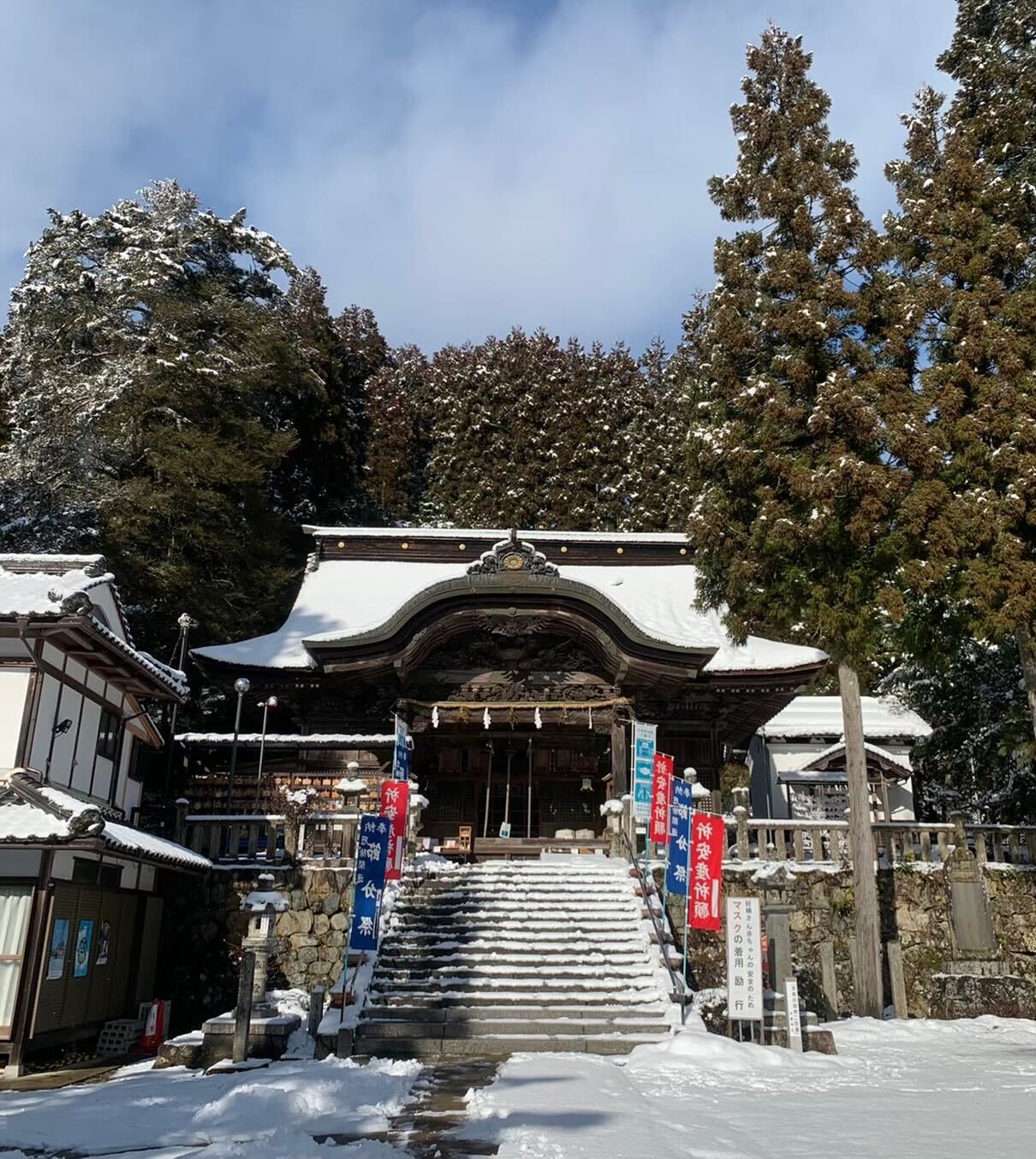
L'Ōbara-jinja l'hiver.

Parmi les monuments les plus importants de Miwa sont les vestiges de l'ancien château de Tomobuchi (友渕古城跡), composé de trois groupes de ruines dans les montagnes près des berges de la rivière Tomobuchi (友渕川). Plusieurs temples bouddhistes se trouvent aussi dans le bourg, dont le Jōman-ji (成満寺), construit en 1603, déplacé en 1626, puis dénommé en 1712, le Ryūgen-ji (龍源寺), fondé en 1844 et renfermant 100 statues de Kan'on et le Kōun-ji (廣雲寺), fondé en 1774. Parmi les sanctuaires shinto à Miwa sont l'Ōbara-jinja (ja) (大原神社), le Shibutani-jinja (渋谷神社), l'Umatani-jinja (宇麻谷神社) et l'Umeda-jinja (梅田神社). Le pont Ryō (両橋) est un pont historique à Miwa, construit en 1938 pour relier les villages d'Ubaranaka (« Ubara centre ») et d'Ubarashita (« Ubara bas ») et protégé dû à sa notable structure en béton renforcé. 
La montagne la plus haute de Miwa est le mont Shikakura (鹿倉山), du haut de ses 548 mètres. On peut y voir les ruines d'un temple bouddhiste et d'un sanctuaire shinto.

## Transports
Miwa n'est pas desservi par les lignes de chemins de fer, mais l'ancien réseau d'autobus de Miwa (fusionné depuis à celui de Fukuchiyama) dessert le bourg par quatre lignes. Les routes nationales 9 (ja) et 173 (ja) passent par Miwa.